# Eduard Robert Bary

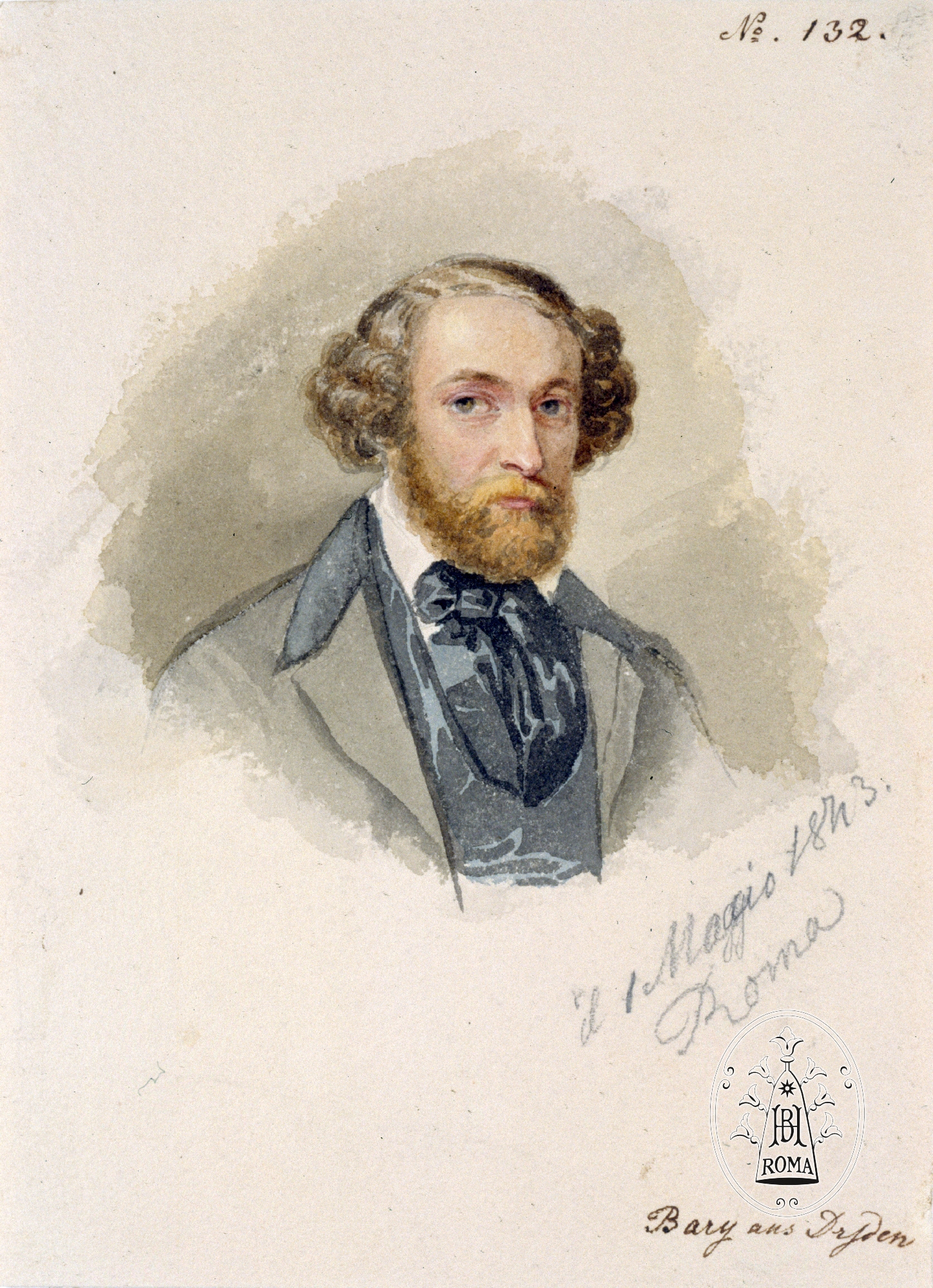
Porträt Eduard Robert Bary aus Dresden, Rom 21. Mai 1843

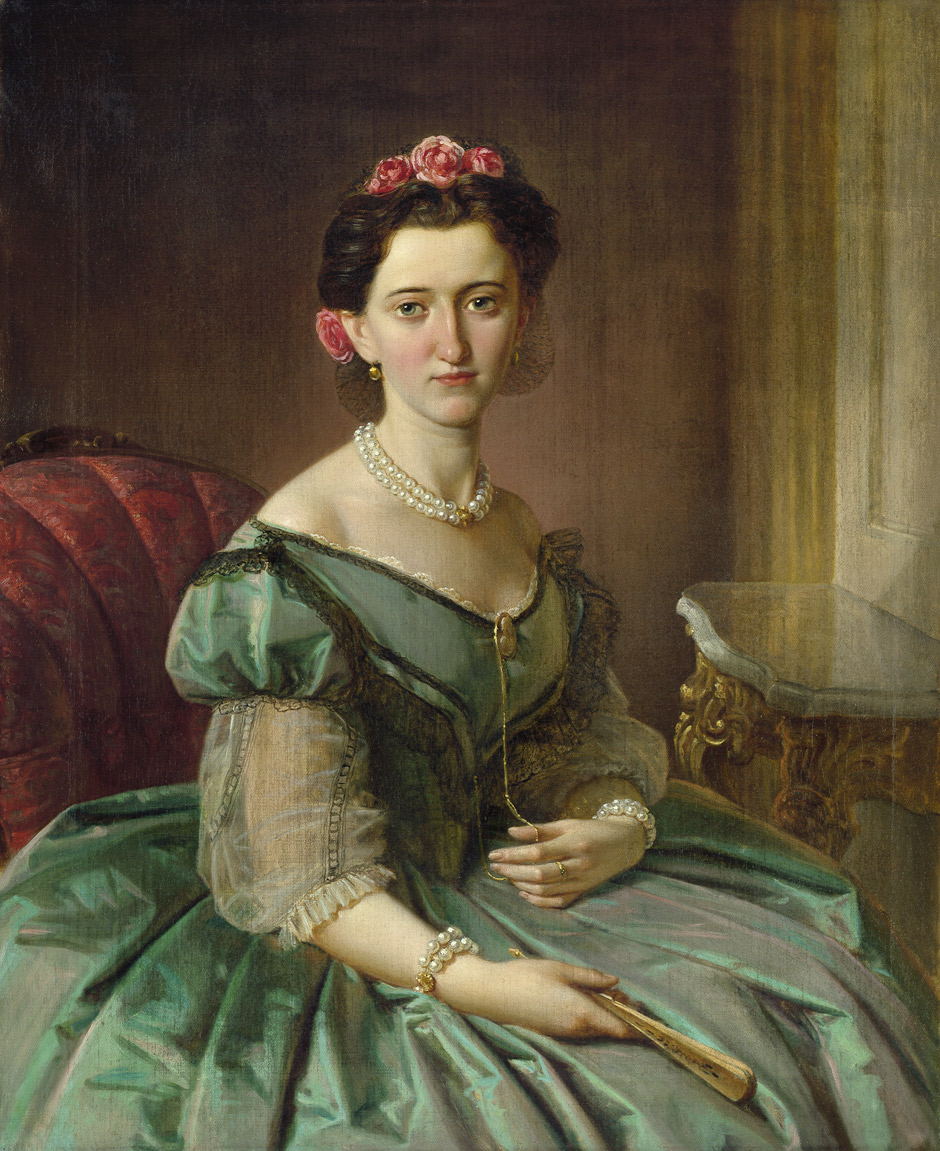
Gräfin zu Solms
und Tecklenburg

Eduard Robert Bary (* 2. Dezember 1813 in Dresden; † 28. Juni 1875 ebenda) war ein deutscher Porträt- und Historienmaler.
Eduard Robert Bary studierte an der Königlichen Kunstakademie Dresden sowie von 1837 bis 1840 an der Königlich-Preußischen Kunstakademie Düsseldorf. In Düsseldorf war Karl Ferdinand Sohn sein Lehrer.
Bary kam als sächsischer Stipendiat 1840 nach Italien und war von Januar 1841 bis Sommer 1843 in Rom ansässig. Er wurde Mitglied der deutschen Künstlerkolonie und war dort mit Ludwig Haach befreundet.
Ab November 1849 war er als Lehrer, ab 1853 als Professor an der Kunstakademie Dresden tätig.
Im Auftrage der Sächsischen Regierung erstellte er Kartons für die Buntglasfenster in der Kirche in Wildenfels im Erzgebirge.
Er malte auch Miniaturbilder von Blumensträußen.